# Liste der Fahnenträger der Olympischen Sommerspiele 1912
Die Liste der Fahnenträger der Olympischen Sommerspiele 1912 führt die Fahnenträger bei der Eröffnungsfeier auf.
Beim Einmarsch der Nationen zogen Athleten aller teilnehmenden Länder ins Olympiastadion Stockholm ein. Bei der Eröffnungsfeier wurden die einzelnen Teams von einem Fahnenträger aus den Reihen ihrer Sportler oder Offiziellen angeführt, der entweder von ihrem jeweiligen Nationalen Olympischen Komitee (NOK) oder von den Athleten selbst bestimmt wurde.

## Reihenfolge
Die Mannschaft aus Schweden marschierte als Gastgebernation zuletzt ein. Die anderen Länder betraten das Stadion in alphabetischer Reihenfolge in der Sprache der Gastgebernation, in diesem Fall also Schwedisch. Diese Reihenfolge entspricht sowohl der Tradition als auch den Statuten des Internationalen Olympischen Komitees (IOK).

## Liste der Fahnenträger
Nachfolgend führt eine Liste die Fahnenträger der Eröffnungsfeier aller teilnehmenden Nationen auf, sortiert nach der Abfolge ihres Einmarsches. Die Liste ist zudem sortierbar nach ihrem Staatsnamen, nach Mannschaftskürzel, nach Anzahl der Athleten, nach dem Nachnamen des Fahnenträgers und dessen Sportart.

### Nach Nationen
| Abfolge | Nationalmannschaft    | Schwedischer Name | Kürzel | Athleten | Fahnenträger             | Sportart       |
| ------- | --------------------- | ----------------- | ------ | -------- | ------------------------ | -------------- |
| 1       | Belgien               | Belgien           | BEL    | 36       |                          |                |
| 2       | Chile                 | Chile             | CHI    | 14       | Leopoldo Palma           | Leichtathletik |
| 3       | Dänemark              | Danmark           | DEN    | 152      | Arne Højme               | Offizieller    |
| 4       | Ägypten               | Egypten           | EGY    | 1        | Ahmed Mohamed Hassanein  | Fechten        |
| 5       | Frankreich            | Frankrike         | FRA    | 112      | Raoul Paoli              | Leichtathletik |
| 6       | Vereinigte Staaten    | Förenta staterna  | USA    | 174      | George Bonhag            | Leichtathletik |
| 7       | Griechenland          | Grekland          | GRE    | 22       | Konstantinos Tsiklitiras | Leichtathletik |
| 8       | Niederlande           | Holland           | HOL    | 33       | Jan Ploeger              | Offizieller    |
| 9       | Italien               | Italien           | ITA    | 68       | Alberto Braglia          | Turnen         |
| 10      | Japan                 | Japan             | JPN    | 2        | Yahiko Mishima           | Leichtathletik |
| 11      | Luxemburg             | Luxemburg         | LUX    | 21       | Jean-Pierre Thommes      | Turnen         |
| 12      | Portugal              | Portugal          | POR    | 6        | Francisco Lázaro         | Leichtathletik |
| 13      | Russisches Reich      | Ryssland          | RUS    | 159      | M. E. Rayevsky           | Offizieller    |
| 14      | Finnland              | Finland           | FIN    | 164      | Eino Saastamoinen        | Turnen         |
| 15      | Schweiz               | Schweiz           | SUI    | 7        |                          |                |
| 16      | Serbien               | Serbien           | SER    | 2        | Dragutin Tomašević       | Leichtathletik |
| 17      | Großbritannien        | Storbritannien    | GBR    | 279      | Charles Sydney Smith     | Wasserball     |
| 18      | Kanada                | Kanada            | CAN    | 36       | Duncan Gillis            | Leichtathletik |
| 19      | Australasien          | Australaisen      | ANZ    | 26       | Malcolm Champion         | Schwimmen      |
| 20      | Südafrikanische Union | Sydafika          | RSA    | 21       |                          |                |
| 21      | Deutsches Reich       | Tyskland          | GER    | 187      | Karl Halt                | Leichtathletik |
| 22      | Österreich            | Österrike         | AUT    | 85       |                          |                |
| 23      | Böhmen                | Böhmen            | BOH    | 39       | Jiří Kodl                | Tennis         |
| 24      | Ungarn                | Ungern            | HUN    | 119      | Jenő Réti                | Turnen         |
| 25      | Schweden              | Sverige           | SWE    | 444      | Robert Olsson            | Leichtathletik |

 Island,  Norwegen und  Osmanisches Reich kein Einmarsch

### Nach Sportarten
| Sportart       | Nationen | Anzahl |
| -------------- | --- | ------ |
| Fechten        | Ägypten | 1      |
| Leichtathletik | Chile – Deutsches Reich – Griechenland – Frankreich – Japan – Kanada – Portugal – Schweden – Serbien – Vereinigte Staaten | 10     |
| Schwimmen      | Australasien | 1      |
| Tennis         | Böhmen | 1      |
| Turnen         | Finnland – Italien – Luxemburg – Ungarn                                                                                   | 4      |
| Wasserball     | Großbritannien | 1      |
| Offizieller    | Dänemark – Niederlande – Russisches Reich                                                                                 | 3      |
| unbekannt      | Belgien – Österreich – Schweiz – Südafrikanische Union                                                                    | 4      |
| kein Einmarsch | Island – Norwegen – Osmanisches Reich                                                                                     | 3      |